# 一般啓示
一般啓示（いっぱんけいじ、英：general revelation）とは、福音派における術語で、キリスト教において、創造主である神によって創造された自然界と人間の良心に示された神の啓示である。これに対する語が特別啓示である。
使徒パウロのローマ教会への手紙1章が一般啓示の聖句である。「神の怒りは、不義をもって真理をはばんでいる人たちのあらゆる不敬虔と不義とに対して、天から啓示されている。」（ローマ1:18）とある。
B.デマレストは人が一般啓示による神知識を拒否し、それを偶像崇拝に転化し、破滅することになったのであり、「一般啓示とは、救済ではなく、聖なる審判のための手段である」と定義する。
一般啓示による神知識（ローマ1:19-20）によって、異教徒はローマ1:21-23、第一コリント10:19-20にある偶像礼拝に陥るが、神と人との仲介者はイエス・キリストだけである（第一テモテ2:5）という理由により、宗教多元主義は否定される。
福音派のローザンヌ誓約第3項「キリストの独自性と世界性」は次のように宣言した。
| 「 | 「私たちは、すべての人が、自然における神の一般啓示によって何らかの神知識を有していることを認める。しかしながら、それが救いに導くものであることを否定する。なぜなら、人間は、不義によって真理をはばんでいるからである。私たちはまた、あらゆる類のシンクレティズム（混合宗教）や、キリストはすべての宗教やイデオロギーを通して差別なく平等に語っているようなことを暗示する対話を、キリストと福音とに対する冒涜とみなして拒否する。」 | 」 |

一方、自由主義神学（リベラル）では一般啓示と特別啓示の区別を否定する。
ローマ・カトリックはユスティノス、アレクサンドリアのクレメンス、オリゲネス、トマス・アクィナスらのロゴスの種子論をとる。
カール・バルトは一般啓示と特別啓示の区別を否定して「上から垂直に」啓示がくるという独自の神学を展開し、キリスト一元論と呼ばれることがある。
アブラハム・カイパー、コーネリウス・ヴァン・ティルら、福音派の神学ではロゴスの種子論は異教との混合、妥協であるとする。フランシス・シェーファーは『理性からの逃走』で、ローマ・カトリックの「自然と恩恵」のうち、近代は自然が恩恵を食い滅ぼしたとする。またバルトの立場も取らない。